# Lathraea japonica
Lathraea japonica là loài thực vật có hoa thuộc họ Cỏ chổi. Loài này được Miq. mô tả khoa học đầu tiên năm 1867.

## Hình ảnh

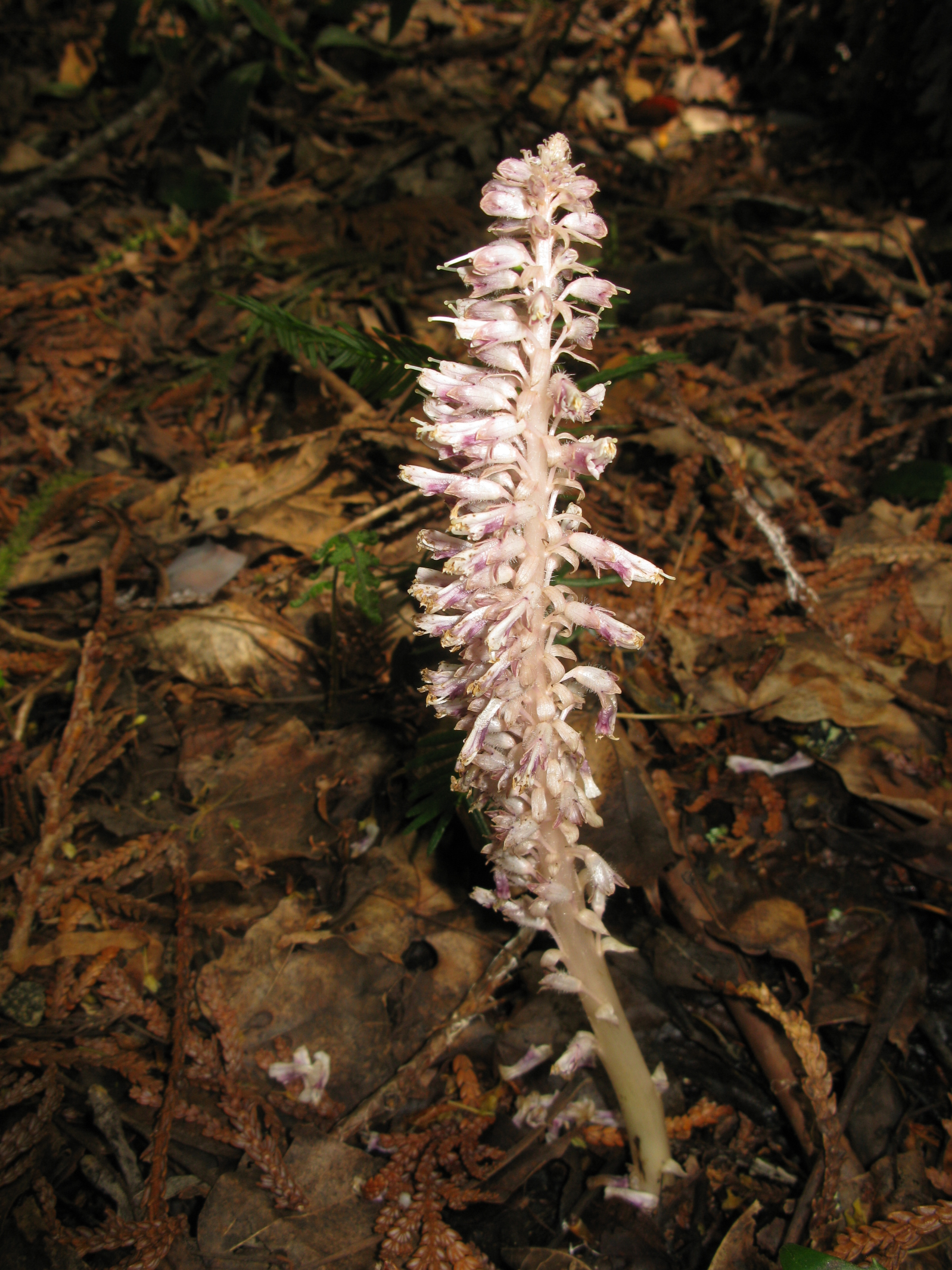
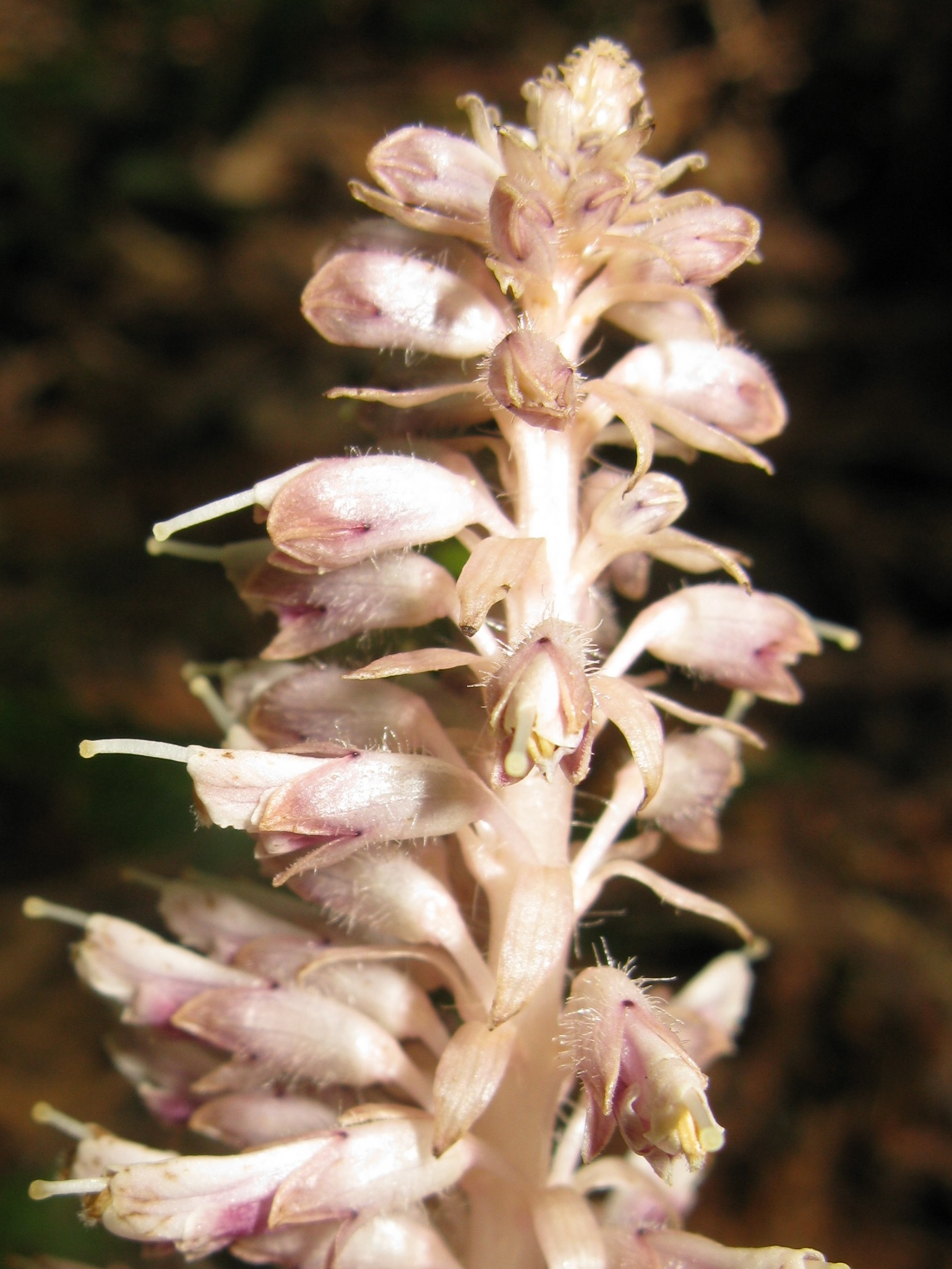
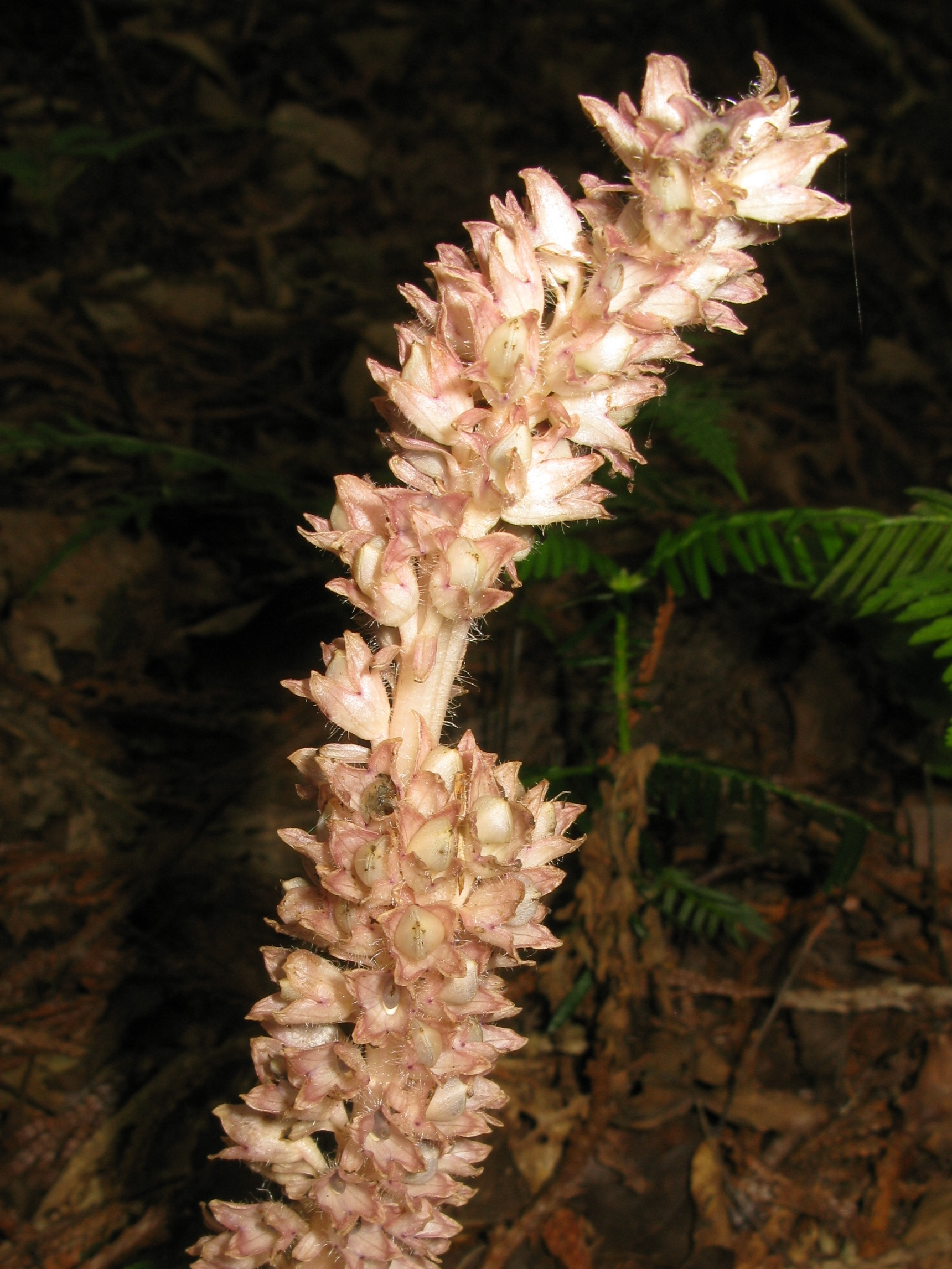
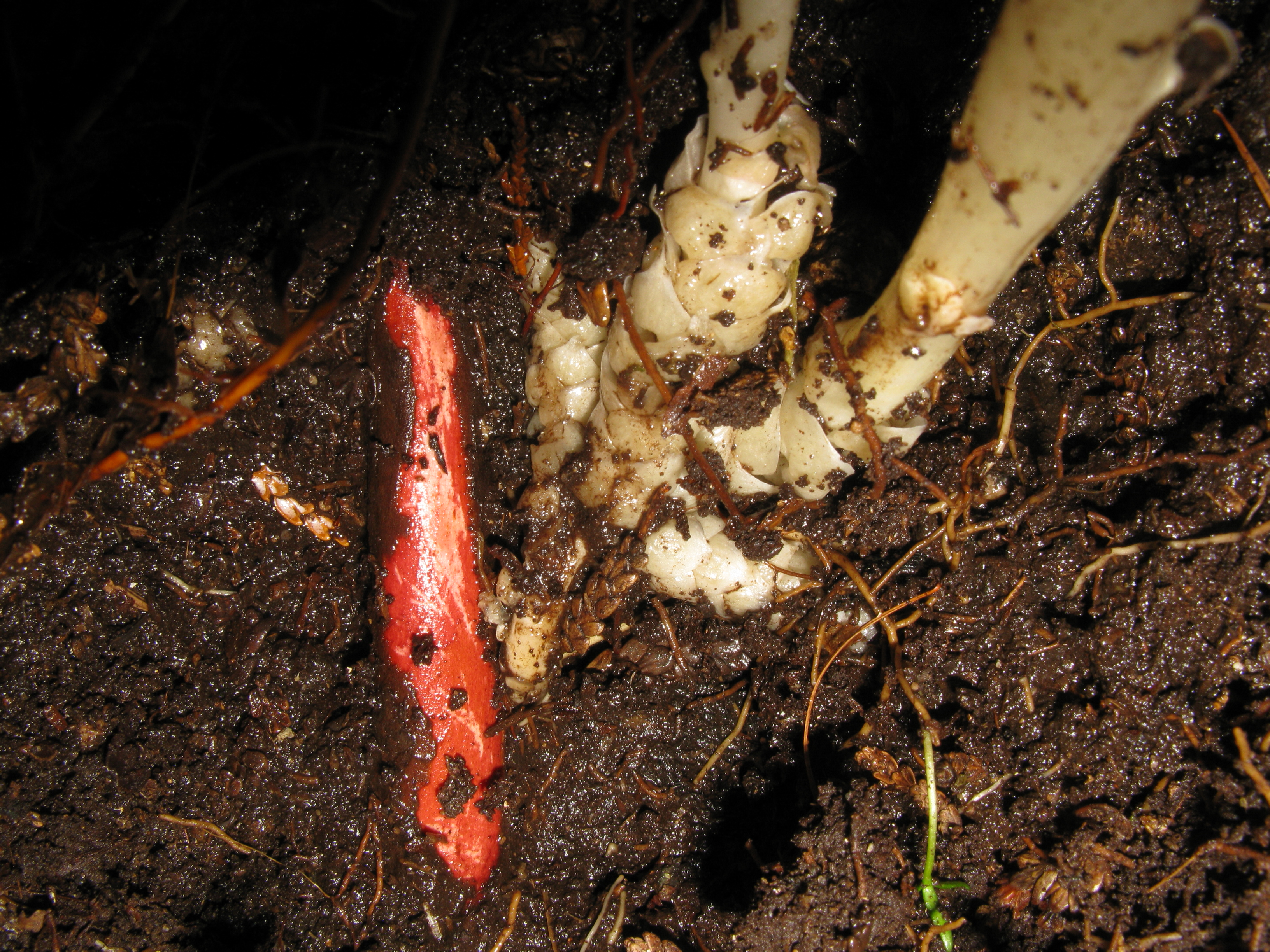